# Abony
Abony (hongrois : Abony [ˈɒboɲ]) est une localité hongroise située dans le comitat de Pest.

## Nom et attributs

### Toponymie
Le nom Abony provient du prénom hongrois ancien Aba, d'origine turque, auquel a été ajouté un suffixe diminutif et affectif (-ny). Ce type de formation est fréquent dans la toponymie hongroise.
Dans les XVe et XVIe siècles, le village apparaît sous les formes Abon et Abony dans les sources écrites. En 1722, il est mentionné sous le nom de Nagy-Aban, puis en 1750 sous Nagy-Abany. À partir du milieu du XVIIIe siècle, la dénomination Nagy-Abony devient courante. En 1882, la localité est répertoriée sous Szolnok- vagy Nagy-Abony (Szolnok ou Nagy-Abony), avant d'adopter définitivement le nom Abony en 1888.

## Histoire
Des traces archéologiques indiquent une présence humaine sur le site d'Abony dès le VIIe-VIIIe siècle. Des découvertes notables incluent des artefacts sarmates (épées en fer, lances, faucilles), ainsi que des vestiges de cimetières avars et de l'époque de la conquête hongroise (honfoglalás), dont des ornements de ceinture dorés et divers accessoires en bronze.
La plus ancienne mention écrite du village date de 1238, époque à laquelle Abony faisait partie du château de Szolnok. À partir du XIVe siècle, il devient la propriété de la famille Verzsenyi. En 1450, le village apparaît sous le nom de Aban dans les sources écrites. En 1474, il passe aux mains de Balázs Magyar, de sa fille Benigna Magyar, puis du célèbre capitaine de la forteresse de Nándorfehérvár (Belgrade), Pál Kinizsi. En 1515, István Werbőczy, juriste et homme politique influent, reçoit le village en donation royale.
Abony est placé sous domination ottomane en 1552 et subit de lourdes destructions, notamment lors du raid des Tatars de Crimée en 1597, qui ravagent entièrement la localité. Bien que la population tente de se réinstaller au début du XVIIe siècle, le village est à nouveau dévasté lors des campagnes de libération contre les Turcs. Ses habitants trouvent refuge à Nagykőrös.
Après la fin de l'occupation ottomane, Abony connaît une repopulation progressive. Plusieurs familles nobles possèdent des terres dans la région, dont la famille Balogh, qui détient la plus grande part du territoire. En 1748, le village obtient le droit de foire et le statut de bourg rural (mezőváros). C'est également d'Abony que proviennent les premiers veaux d'origine suisse vendus sur les marchés locaux, une tradition qui vaut aux habitants le surnom de « tarkabornyúsok » (éleveurs de veaux pie).
Le domaine d'Abony passe ensuite sous le contrôle de la famille Vigyázó, une lignée noble influente. József Vigyázó (1756-1806), chambellan royal, possède de vastes terres à Abony, Tószeg, Újkécske et Paládics. Son fils, Antal József Vigyázó (1793-1861), conseiller royal, et son petit-fils, Sándor Vigyázó (1825-1921), chambellan, perpétuent la présence de la famille dans la région. Au début du XXe siècle, les descendants de la lignée, notamment Ferenc Vigyázó (1874-1928), homme politique et membre de la Chambre haute du Parlement hongrois, possèdent encore près de 800 hectares de terres à Abony.

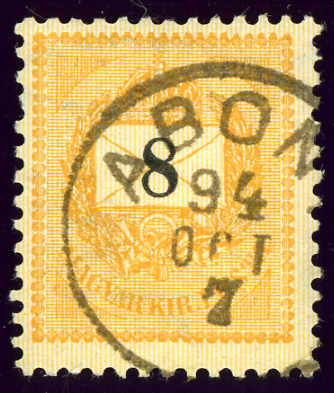
ABONY au Royaume de Hongrie en 1894

Le 25 janvier 1849, lors de la révolution hongroise de 1848, le général Mór Perczel entre dans Abony à la tête des forces révolutionnaires. Aux abords du village, ses troupes remportent une victoire décisive contre l'armée impériale autrichienne.
Sous la monarchie des Habsbourg, Abony fait partie de l'empire d'Autriche à partir de 1850, dans la province de Hongrie. Après le compromis austro-hongrois de 1867, la localité est intégrée à la Transleithanie, au sein du Royaume de Hongrie.

## Population

### Minorités culturelles et religieuses
Lors du recensement de 2011, la population d'Abony était composée à 84,4 % de Hongrois, tandis que 3,1 % des habitants s'identifiaient comme Roms, 0,3 % comme Allemands, et 0,3 % comme Roumains. Toutefois, 15,6 % des habitants n'ont pas souhaité déclarer leur appartenance ethnique, et le total peut excéder 100 % en raison des identités multiples.
Concernant l'appartenance religieuse, la majorité des habitants se déclaraient catholiques romains (48,7 %), suivis des réformés (6,1 %), des évangéliques (0,1 %) et des catholiques grecs (0,2 %). En revanche, 14,7 % de la population se déclaraient sans confession, tandis que 29,2 % n'ont pas répondu à cette question.
En 2022, la part des Hongrois a augmenté pour atteindre 89,9 %, tandis que celle des Roms a légèrement diminué à 2,6 %. Les Roumains représentaient 0,3 %, tandis que les Ukrainiens, Allemands et Serbes constituaient chacun 0,1 % de la population. Environ 1,7 % des habitants se sont identifiés à une autre nationalité non hongroise, et 10 % n'ont pas déclaré leur appartenance ethnique.
La répartition religieuse a évolué : la proportion de catholiques romains a baissé à 30,3 %, de même que celle des réformés (4,4 %). Les évangéliques et catholiques grecs représentaient chacun 0,2 %, tandis que 0,1 % des habitants se déclaraient orthodoxes et 1,3 % affiliés à une autre confession chrétienne. En parallèle, la part des personnes sans religion a augmenté à 17,4 %, et 44,7 % des habitants n'ont pas souhaité répondre à cette question.

## Équipements

### Éducation
Abony dispose d'un réseau éducatif varié comprenant des écoles maternelles, primaires et secondaires, ainsi qu'un établissement spécialisé dans l'enseignement artistique.
L'éducation préscolaire est assurée par trois écoles maternelles et crèches : la Jardin d'enfants et crèche des Pingouins (Pingvines Óvoda és Bölcsőde), la Jardin d'enfants et crèche Arc-en-ciel (Szivárvány Óvoda és Bölcsőde) et la Jardin d'enfants Perles (Gyöngyszemek Óvodája).
L'enseignement primaire est dispensé par plusieurs établissements. L'école élémentaire et d'arts Miklós Gyulai Gaál (Gyulai Gaál Miklós Általános és Alapfokú Művészeti Iskola) combine enseignement général et formation artistique. L'école élémentaire Imre Somogyi (Somogyi Imre Általános Iskola), qui possède trois annexes, offre un cadre éducatif élargi. Un enseignement spécialisé est également proposé à l'Institut méthodologique unifié d'éducation spécialisée, jardin d'enfants et école élémentaire Imre Montágh d'Abony (Abonyi Montágh Imre Egységes Gyógypedagógiai Módszertani Intézmény, Óvoda és Általános Iskola), destiné aux enfants en situation de handicap.
L'enseignement secondaire est assuré par le lycée et école professionnelle Pál Kinizsi (Kinizsi Pál Gimnázium és Szakközépiskola), qui propose à la fois un cursus général et une formation technique et professionnelle.
Enfin, l'éducation artistique occupe une place importante grâce à l'École d'arts élémentaires János Bihari (Bihari János Alapfokú Művészeti Iskola), qui permet aux élèves d'accéder à un enseignement en musique et arts plastiques.

### Réseaux extra-urbains

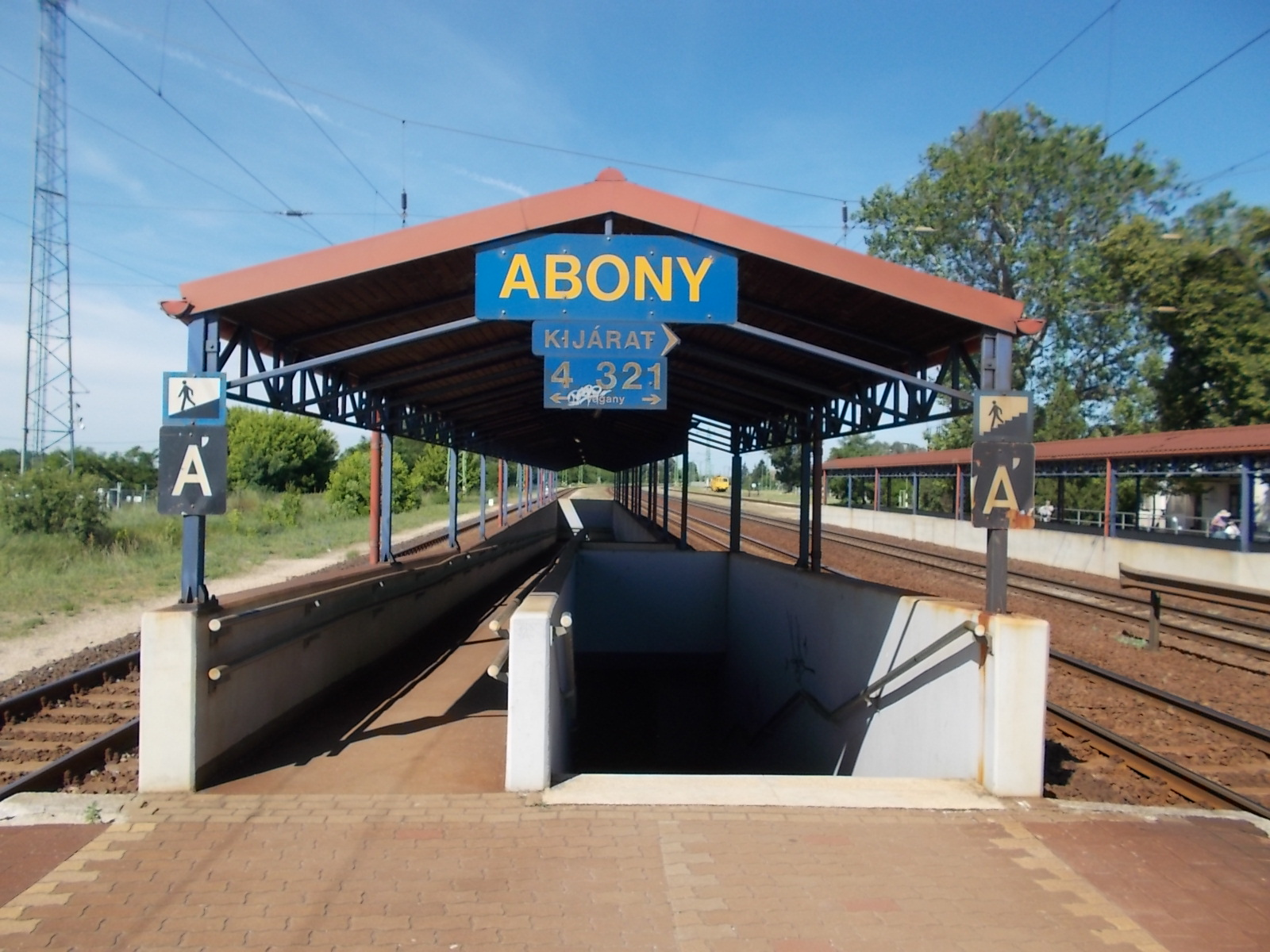
Gare d'Abony.

Abony est traversée par la route nationale 4, reliant Budapest à Nyíregyháza via Szolnok et Debrecen. Cette route, connue sous le nom de route nationale 40 entre 2005 et 2020, constituait l'axe principal de transit jusqu'à l'ouverture de l'autoroute M4, qui longe la ville par le nord et en assure le contournement, réduisant ainsi le trafic de transit au sein de l'agglomération.
L'autoroute M4 dispose de trois échangeurs à proximité d'Abony :
- Échangeur de Cegléd (km 81), accessible via la route nationale 401.
- Échangeur nord d'Abony (km 89), à l'intersection avec la route 3122 en direction d'Újszász.
- Échangeur est d'Abony (km 93), desservi par la route 406, contribuant au délestage du trafic de transit.

Le réseau routier secondaire relie Abony aux localités environnantes :
- Route 3119 vers Tápiószele et Újszilvás.
- Route 3122 vers Újszász.
- Route 4612 vers Tószeg.
- Route 4616 vers Kőröstetétlen.
- Route 4611 vers Törtel et Nagykőrös.

À l'est de la commune, à environ 7 km du centre, se trouve également le terminus de la route nationale 32, qui assure une liaison vers Jászberény.
Abony est également desservie par le réseau ferroviaire via la ligne Budapest–Záhony, qui longe la ville par le sud. La gare principale est située près de la route 46 315, accessible depuis la route 4612. Autrefois, un arrêt ferroviaire existait à Paládicspuszta, mais celui-ci a été fermé en 1969.

## La ville dans les représentations
Le 12 juin 1847, le poète Sándor Petőfi fit halte à l'auberge d'Abony lors de son voyage de Nagyszalonta à Pest, après avoir rendu visite à János Arany. Il mentionne cet épisode dans ses « Lettres de voyage » (Úti levelek).
L'écrivain Lajos Abonyi, natif de la ville, est connu pour avoir consigné les paroles de la chanson folklorique « Sej, Nagyabonyban csak két torony látszik », popularisée plus tard par Kodály Zoltán dans son œuvre « Háry János ». Bien que le texte fasse référence à Nagyabony, il désigne ici Abony, en Hongrie. Cependant, il existe une autre localité du même nom en Slovaquie (Veľké Blahovo, dans le Csallóköz), et la mélodie du chant est originaire de cette région. Dans une lettre conservée au musée local d'Abony, Kodály précise :
« La sélection de cette chanson repose sur l'unique texte trouvé dans le premier volume de la collecte de chants populaires d'Arany et Gyulai. J'ai associé à ces paroles une mélodie provenant du Csallóköz. Le texte fait bien référence à Abony, et il ne fait aucun doute qu'il s'agit de Nagy-Abony en Grande Plaine. Toutefois, comme il existe plusieurs localités nommées Abony en Hongrie, il est difficile de fixer avec certitude l'origine unique du chant. De plus, la culture hongroise reste fondamentalement unifiée malgré les différences dialectales et coutumières. »
L'écrivain et dramaturge Gyula Háy évoque quant à lui à plusieurs reprises son enfance passée à Abony dans son ouvrage « Né en 1900 » (Született 1900-ban).

## Relations internationales

### Jumelages
- Reci (Roumanie)
- Veľké Blahovo (Slovaquie)

## Personnalités liées à la localité
Dans le domaine des arts et de la culture, Abony est le lieu de naissance du dramaturge, poète et écrivain Gyula Háy (1900-1975), ainsi que de son frère Károly László Háy (1907-1961), peintre, graphiste et scénographe, lauréat du prix Mihály Munkácsy. L'écrivain Lajos Abonyi a également vécu dans la ville. L'acteur Zoltán Mucsi a grandi à Abony, tout comme Tibor Zalán, poète, écrivain et dramaturge. Roland Acsai, poète contemporain, critique littéraire et traducteur, y a également passé son enfance.
En sciences et éducation, Abony a vu naître plusieurs figures importantes. Sándor Ajtai K., médecin et professeur d'université, qui enseigna à Cluj-Napoca et à Budapest, y est enterré. Artúr Balogh (1866-1951), juriste, professeur d'université et homme politique, membre correspondant de l'Académie hongroise des sciences, est originaire d'Abony. Sándor Lovassy (1855-1946), ornithologue et biologiste, ainsi que Ferenc Szántó (1925-1989), chimiste et professeur à l'Université de Szeged, spécialiste en chimie colloïdale, sont également nés dans la ville. Ce dernier a reçu le prix Aladár Buzágh en 1980, et une plaque commémorative lui est dédiée au 15, rue Mihály Munkácsy.
Dans le domaine des médias, János Mucsányi, animateur et scénariste de la chaîne Duna Televízió, et József Varga (1929-1981), présentateur de télévision et commentateur, sont natifs d'Abony.
Le sport est également bien représenté parmi les personnalités locales. János Varga (né en 1939), lutteur et champion olympique, ainsi que István Varga, champion olympique et du monde de handball, sont tous deux nés et enterrés à Abony. La ville a également vu grandir plusieurs athlètes de haut niveau, notamment la championne du monde de triathlon Erika Csomor, le champion de triathlon József Major, neuf fois vainqueur de l'Ironman, et le lutteur László Endre, également homme politique et secrétaire d'État à l'Intérieur.
Enfin, dans le domaine de l'histoire militaire, Károly Ruttkay (1816), lieutenant principal des forces révolutionnaires hongroises, est né à Abony.
Deux artistes-peintres sont également liés à la ville : József Horváth (1900-1970), enseignant et peintre, dont plusieurs œuvres ont été exposées au Műcsarnok de Budapest, et Károly László Háy, qui a également marqué le monde des arts plastiques. Une plaque commémorative en hommage à Horváth se trouve au 6, route de Tószeg.